# Délamination cathodique
Pour un article plus général, voir Délaminage.
La délamination cathodique est une forme de dégradation très courante pour les produits métallurgiques peints ou vernis. Il s'agit habituellement d'une réduction de l'oxygène pour former de l'hydroxyde, qui a lieu sous le film organique. Les intermédiaires de réaction (radicaux libres, peroxydes), vont alors détruire les liaisons polymère-oxyde, et ainsi générer une perte d'adhérence du vernis.
On évalue la résistance à la délamination en mesurant le diamètre de délamination après avoir soumis le produit à un courant électrique constant pendant une certaine durée.